# Xã Camp Lake, Quận Swift, Minnesota
Xã Camp Lake (tiếng Anh: Camp Lake Township) là một xã thuộc quận Swift, tiểu bang Minnesota, Hoa Kỳ. Năm 2010, dân số của xã này là 213 người.